# Международная ассоциация страховых надзоров
Международная ассоциация страховых надзоров (англ. International Association of Insurance Supervisors IAIS) — международная организация со штаб-квартирой в Базеле, объединяющая национальные органы по надзору за страховой деятельностью и её регулированию практически изо всех стран мира. Аффилирована с «Банком международных расчётов».
IAIS размещается в Банке международных расчётов (BIS), работает в партнёрстве с комитетами BIS, такими как
«Базельский комитет по банковскому надзору» (BCBS)
«Комитет по платежам и рыночной инфраструктуре» (CPMI),
а также с другими организациями, размещёнными в BIS (
«Совет по финансовой стабильности» (FSB),
«Институт финансовой стабильности» (FSI),
«Международная ассоциация страховщиков депозитов» (IADI)).
IAIS создана в 1994 году и действует как «ферайн» согласно швейцарскому гражданскому праву.
Центральный банк РФ как правопреемник «ФСФР» является членом IAIS с 1 сентября 2013 года. Основным представителем является первый зам Э. С. Набиуллиной В. В. Чистюхин.

## История
Ассоциация была создана в 1994 году с целью развития страхового рынка в мире на основе общих принципов. В настоящее время Ассоциация объединяет около 190 национальных органов страхового надзора и регуляторов страхового рынка. Такое большое количество членов обусловлено национальными особенностями надзора и регулирования страхования в стране. Например, в США в каждом штате существует свой орган надзора за страховой деятельностью.

## Деятельность Ассоциации
Целью деятельности Международной ассоциации страховых надзоров является создание нормального страхового рынка и содействие финансовой стабильности.
Ассоциация обобщает опыт работы органов по надзору в сфере страхования, вырабатывает и публикует общие принципы деятельности органов по надзору в сфере страхования.

## Структура
Основными членами Международной ассоциации страховых надзоров являются региональные органы регулирования и надзора в сфере страхования.
Одновременно с 1999 года в Ассоциации введён статус наблюдателей. В качестве наблюдателей в Ассоциацию принимаются профессионалы страхового рынка: национальные и региональные ассоциации страховщиков, исследовательские организации и другие.